# Graduation (песня)
«Graduation» (с англ. — «Выпускной») — песня американского музыкального продюсера Бенни Бланко и американского рэпера Juice WRLD. Песня была выпущена 30 августа 2019 года. Это второе сотрудничество между Бенни Бланко и Juice WRLD после «Roses» с участием вокалиста и фронтмена Panic! at the Disco Брендона Ури в декабре 2018 года с дебютного альбома Бланко Friends Keep Secrets.

## Композиция
Песня является интерпретацией песни «Graduation (Friends Forever)» от Vitamin C.

## Музыкальное видео

### Официальное видео
Музыкальное видео было выпущено 30 августа 2019 года и было срежиссировано Джейком Шрейером. Видеоряд состоит из студентов, играемых различными знаменитостями, с подписями, описывающими, кем они стали после средней школы. Среди знаменитостей, играющих роль студента, оказались Джастис Смит, Хейли Стейнфилд, Ноа Сайрус, Дав Камерон, Мэдди Зиглер, Дэвид Добрик, Мэдисон Бир и другие. Juice WRLD появляется в видео в качестве студента по имени «Гэри, чья одержимость видеоиграми стоила бы ему его зрения» в то время как Бенни Бланко играет «Mr. Upchuck», учитель математики, который утверждает, что подцепил популярную клику на вечеринке. Только Хейли появляется в качестве камео и спасает человечество, заканчивая «роботизированную войну». Кроме того, американский комедийный рэпер Lil Dicky появляется в роли директора средней школы.
Актёры (в порядке появления):
- Хейли (Хейли Стейнфилд)
- Джексон (Джастис Смит)
- Ашли (Дав Камерон)
- Декер (Кейтлин Девер)
- Бекки (Ноа Сайрус)
- Скотт Хаммер (Росс Батлер)
- Дэнни (Тони Револори)
- Джилл (Грейси Абрамс)
- Джаспер (Нэт Вулфф)
- Кристен (Мэдди Зиглер)
- Гэри (Juice WRLD)
- Грета (Оливия Манн)
- Дом (Остин Абрамс)
- Вэнс (Томми Дорфман)
- Дженни (Пейтон Лист)
- Райан (Дэвид Добрик)
- Mr. Upchuck (Бенни Бланко)
- Директор Чук (Lil Dicky)
- Неприкасаемых играют Шарлотта Лоуренс, Мэдисон Бир, Элси Хьюитт и Бьянка Финч

### Вертикальное видео
Вертикальное видео было выпущено 4 октября 2019 года, в котором представлены персонажи из музыкального видео в школьном ежегоднике.

## Чарты
| Чарт (2019)                            | Высшая позиция |
| -------------------------------------- | -------------- |
| Канада (Billboard Canadian Hot 100)    | 90             |
| Ирландия (IRMA)                        | 56             |
| Новая Зеландия (RMNZ)                  | 12             |
| Великобритания (OCC UK Singles)        | 88             |
| США (Billboard Bubbling Under Hot 100) | 8              |